# 村椿村
村椿村（むらつばきむら）は、かつて富山県下新川郡にあった村。

## 歴史
- 1889年（明治22年）4月1日 - 町村制の施行により、下新川郡村椿村、荒俣村の区域の一部、吉田村の区域の一部、飯沢村、飛騨村の区域の一部、大角井新村、出島開、本村新村、平蓮場新村、大島新村、沓掛村の区域の一部、板屋村の区域の一部及び四ケ開の区域の一部の区域をもって、下新川郡村椿村が発足する。
- 1935年（昭和10年）3月16日 - 前日に発生した生地町の大火が、吉田集落の住家に飛び火。9戸が焼失[4]。
- 1940年（昭和15年）2月11日 - 下新川郡三日市町、石田村、田家村、村椿村、大布施村、前沢村、荻生村及び若栗村が合併して、下新川郡桜井町が発足する。

## 歴代村長
出典→
1. 能澤源作（1889年3月24日 - 1901年5月24日）
2. 武隈兼良（1903年2月2日 - 1903年5月11日）
3. 吉本耕作（1903年5月11日 - 1904年3月16日）
4. 森田秀一（1904年4月13日 - 1904年12月7日）
5. 能澤源作（1904年12月7日 - 1907年8月24日）
6. 寺田孫初郎（1907年10月28日 - 1908年5月15日）
7. 能澤源作（1908年5月25日 - 1922年12月11日）
8. 吉本耕作（1923年1月31日 - 1923年10月12日）
9. 能澤源作（1924年8月8日 - 1924年8月15日）※在任中に死去
10. 河田忠四郎（1924年10月13日 - 1928年10月7日）
11. 寺田孫右衛門（1928年10月14日 - 1939年時点で在任）